# مهمات أبوللو الملغاة
أُلغيت العديد من المهام المُخطط لها في برنامج أبوللو للهبوط على سطح القمر في الستينات والسبعينات لمجموعة متنوعة من الأسباب، بما في ذلك تغير التوجهات التقنية المُستخدمة، وحادثة احتراق أبوللو 1، وتأخير تطوير الأجهزة والميزانية المحدودة. بعد هبوط أبوللو 12 على القمر، أُلغيت مهمة أبوللو 20، التي كان يُفترض أن تكون المهمة المأهولة الأخيرة إلى القمر، للسماح بإطلاق محطة سكاي لاب كـ «ورشة جافة» (أي مُجمعة على الأرض في مرحلة إس 4 بي الثانية غير المُستخدمة لصاروخ ساتورن 1). أُلغيت مهمتي أبوللو 18 و19 في وقت لاحق بعد حادثة أبوللو 13 وحدوث تخفيضات إضافية في الميزانية. بالإضافة لذلك، أُلغيت مهمتين في برنامج سكاي لاب. بالتالي، لم يُستخدم صاروخين كاملين من طراز ساترون 5، وهما قيد العرض حاليًا في الولايات المتحدة.

## المهمات المُخطط لها قبل حادثة احتراق أبوللو 1
في سبتمبر 1962، خططت ناسا لإطلاق أربع رحلات تجريبية مأهولة إلى مدار أرضي منخفض مع وحدة قيادة وخدمة (سي إس إم) من الطراز الأول مُجهزة جزئيًا على متن صاروخ ساتورن 1، أُطلق عليها اسم إس إيه 11 حتى إس إيه 14 في عامي 1965 و1966. مع ذلك، فقد حدّت قدرة الحمل المحدودة لصاروخ ساتورن 1، مقارنةً بقدرة ساترون 1 بي العالية، بشدة من كمية الأنظمة المحمولة، وبالتالي قيمة الاختبار لهذه الرحلات. لذلك، ألغت ناسا هذه الرحلات في أكتوبر 1963، واستبدلتهم بمهمتي ساتورن آي بي مأهولتين، سُميا إيه إس 204 وإيه إس 205. تبع ذلك أول رحلة غير مأهولة للوحدة القمرية (إل إم) في مهمة إيه إس 206، ثم مهمة ثالثة مأهولة، إيه إس 207/208، إذ كان من المُقرر إطلاق إيه إس 207 مع طاقم في النسخة الثانية المُحسنة من سي إس إم، لتلتقي وتلتحم مع إل إم غير المأهولة عند الإطلاق في مهمة إيه إس 208.
تكون الطاقم الذي جرى اختياره في 21 مارس 1966 لمهمة إيه إس 204 من فيرجيل جوس جريسوم، والطيار الرئيسي إد وايت، والطيار روجر شافي، الذين أطلقوا على مهمتهم اسم أبوللو 1. سُميت مهمتا إيه إس 205 وإيه إس 207/208 أبوللو 2 وأبوللو 3 على التوالي. تكون طاقم إيه إس 205 من والي شيرا، ودون إيزيل، ووالتر كانينجهام. مع ذلك، اعتبرت إيه إي 205 لاحقًا غير ضرورية وأُلغيت رسميًا في 22 ديسمبر 1966.
أصبح طاقم شيرا الطاقم الاحتياطي لطاقم جريسوم، وأصبحت مهمة إل إم ثاني مهمة مأهولة، أعيد تسيمتها إيه إس 205/208 وحلق على متنها الطاقم الاحتياطي الأصلي لجريسوم: القائد الطيار جيم مكديفيت، وطيار سي إس إم ديفيد سكوت، وطيار إل إم رستي شويكارت. بدأوا على الفور تدريبهم في أول وحدة قيادة من النسخة الثانية، سي إم 101، بينما كان طاقم جريسوم يستعد لإطلاق في فبراير 1967.
بعد ذلك، في 27 يناير 1967، قُتل طاقم جريسوم في حريق مفاجئ وقع في مقصورة المركبة الفضائية الخاصة بهم أثناء إجراء اختبار على منصة الإطلاق، ما أدى لإيقاف البرنامج لمدة 21 شهرًا لتحديد وإصلاح الأسباب الأساسية لمشاكل السلامة المتعددة. أدى ذلك لإلغاء خطط إطلاق أي طاقم على متن مركبة فضائية من النسخة الأولى، وأدى فعليًا إلى «إعادة تخطيط» جميع المهمات المأهولة.